# Unione Sportiva Casale Foot Ball Club 1926-1927
Questa voce raccoglie le informazioni riguardanti il Casale Foot Ball Club nelle competizioni ufficiali della stagione 1926-1927.

## Stagione
Fu incluso nel girone A che concluse al 4º posto.

## Divise
| Prima maglia |

## Rosa
| N. |                   | Ruolo | Calciatore          |
| -- | ----------------- | ----- | ------------------- |
|    | Italia (bandiera) | P     | Paolo Timossi       |
|    | Italia (bandiera) | P     | Ercole Vampa        |
|    | Italia (bandiera) | D     | Umberto Caligaris   |
|    | Italia (bandiera) | D     | Luigi Gallino       |
|    | Italia (bandiera) | D     | Giuseppe Ticozzelli |
|    | Italia (bandiera) | C     | Angelo Albertoni    |
|    | Italia (bandiera) | C     | Ettore Greppi       |
|    | Italia (bandiera) | C     | Eraldo Patrucco     |
|    | Italia (bandiera) | C     | Oscar Ronza         |

| N. |                   | Ruolo | Calciatore         |
| -- | ----------------- | ----- | ------------------ |
|    | Italia (bandiera) | C     | Giuseppe Volta     |
|    | Italia (bandiera) | A     | Carlo Buscaglia    |
|    | Italia (bandiera) | A     | Dante Coppo        |
|    | Italia (bandiera) | A     | Gaetano Gallo      |
|    | Italia (bandiera) | A     | Angelo Mattea      |
|    | Italia (bandiera) | A     | Enrico Migliavacca |
|    | Italia (bandiera) | A     | Arnaldo Nebbia     |
|    | Italia (bandiera) | A     | Luigi Orcesi       |
|    | Italia (bandiera) | A     | Giovanni Zanni     |

## Statistiche

### Statistiche di squadra
| Competizione                   | Punti | In casa | In casa | In casa | In casa | In casa | In casa | In trasferta | In trasferta | In trasferta | In trasferta | In trasferta | In trasferta | Totale | Totale | Totale | Totale | Totale | Totale | DR |
| Competizione                   | Punti | G       | V       | N       | P       | Gf      | Gs      | G            | V            | N            | P            | Gf           | Gs           | G      | V      | N      | P      | Gf     | Gs     | DR |
| ------------------------------ | ----- | ------- | ------- | ------- | ------- | ------- | ------- | ------------ | ------------ | ------------ | ------------ | ------------ | ------------ | ------ | ------ | ------ | ------ | ------ | ------ | -- |
| Divisione Nazionale - girone A | 21    | ..      | .       | .       | .       | ..      | ..      | ..           | .            | .            | .            | ..           | ..           | 18     | 9      | 3      | 6      | 24     | 22     | +2 |